# Adam Hobson
Adam Hobson, född 9 januari 1987 i Lund, är en svensk ishockeyspelare som spelar för Rögle BK i Elitserien.
Adam Hobson inledde karriären i Western Hockey League och har de tre senaste säsongerna tillhört Chicago Blackhawks framarlag Rockford IceHogs i AHL med spel även i slutspelet.
Har spelat i både AHL och ECHL och gjorde sammanlagt 50 poäng (20+30) på 70 matcher.